# Dweersstraat
De Dweersstraat is een straat in de Brugge.

## Beschrijving
De naam van deze straat wordt al in 1284 genoemd als Duerstraete en in 1305 als Dweersstrate.
De straat loopt van de Noordzandstraat naar de Zuidzandstraat. Daar heeft ze ook haar naam aan te danken, als verbindingsstraat tussen twee belangrijke straten.
Een bekend café, vanaf 1579 genaamd Den Meyboom, bevond zich in die straat en was vaak het hoofdkwartier van politieke groepen, onder meer tijdens de Brabantse Omwenteling. De bisschop van Doornik had een verblijf in die straat, waar ook de Sint-Andriesabdij en de Gentse Sint-Pietersabdij een 'refugehuis' bezaten.
In die straat bevond zich het woonhuis van Gertrude de Pélichy, Brugse schilderes, die er van 1812 tot 1819 de relikwie van het Heilig Bloed liet verbergen. Haar woning werd in de negentiende eeuw door het Sint-Lodewijkscollege ingepalmd en is, behoudens een paar gevels, volledig verdwenen. Er blijft nog een ingangspoort, die leidde naar de kapel van het college. Boven de poort prijkt het beeld van de heilige Lodewijk.

## Literatuur

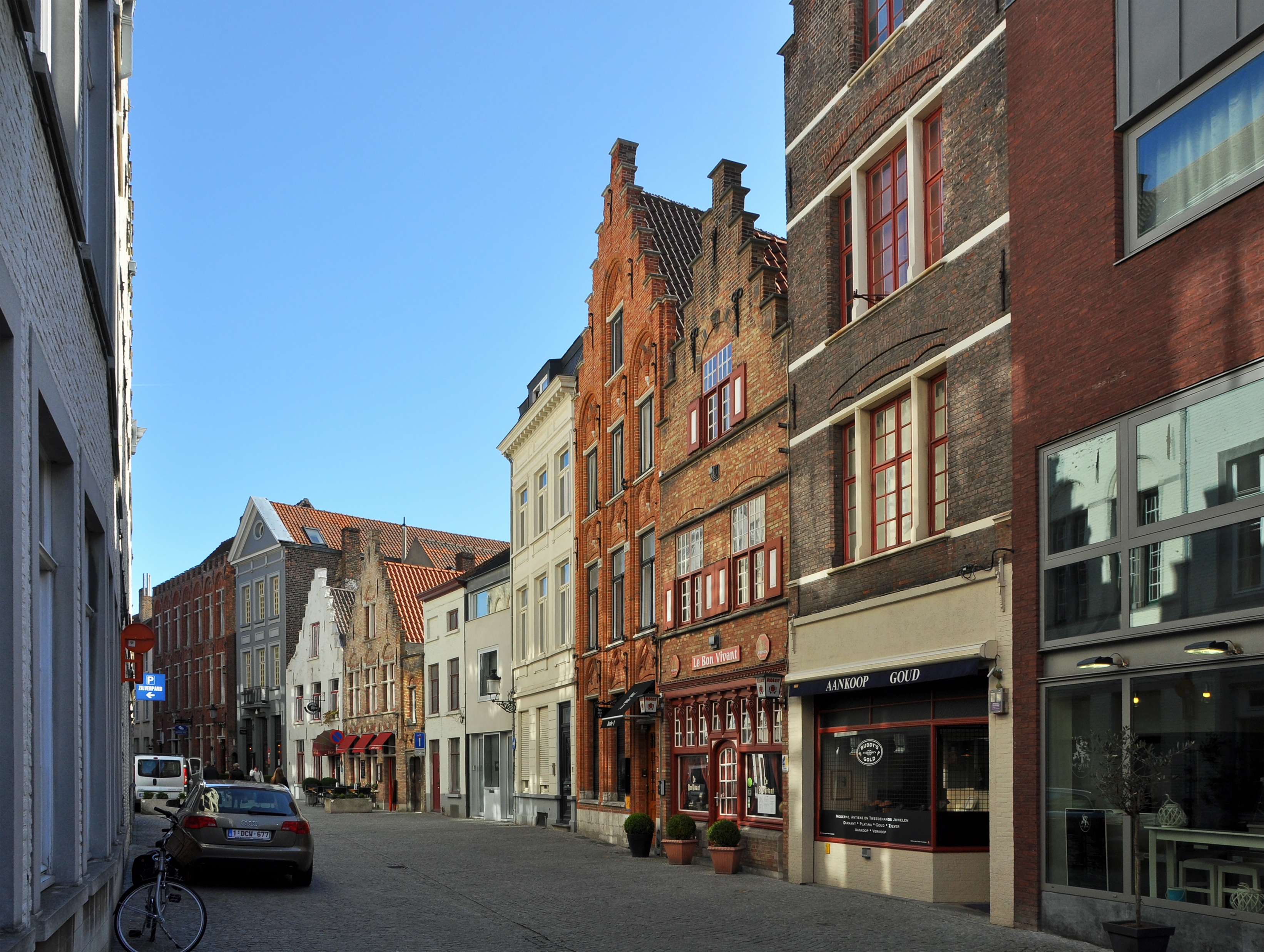
De Dweersstraat, vanuit de Noordzandstraat
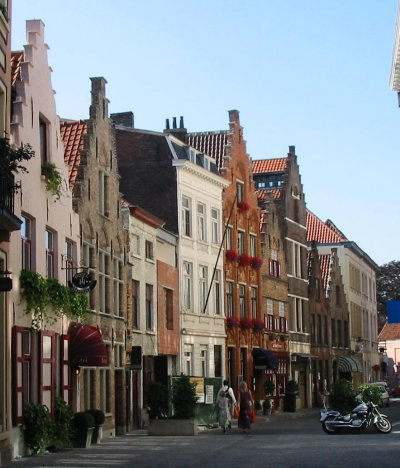
Enkele historische panden in de Dweersstraat

## Bekende bewoners
- Jean-Marie de Pelichy van Huerne
- Gertrude de Pelichy